# Anton Dorner
Anton Dorner (23 gennaio 1950) è un ex sciatore alpino austriaco.

## Biografia
Discesista puro originario di Reutte, Dorner in Coppa del Mondo ottenne un unico piazzamento a punti: 8º a Val-d'Isère il 10 dicembre 1973. In Coppa Europa nella stagione 1974-1975 fu 2º nella classifica di specialità, suo ultimo risultato agonistico; non prese parte a rassegne olimpiche e non ottenne piazzamenti ai Campionati mondiali. È marito di Sigrid Eberle, a sua volta sciatrice alpina.

## Palmarès

### Coppa del Mondo
- Miglior piazzamento in classifica generale: 49º nel 1974